# Aleksandr Tretjakov (skeletonåkare)
Aleksandr Vladimirovitj Tretjakov, född den 19 april 1985 i Krasnojarsk, Ryssland, är en rysk skeletonåkare.
Han tog OS-brons i skeleton i samband med de olympiska skeletontävlingarna 2010 i Vancouver.
Han tog därefter OS-guld i skeleton i samband med de olympiska skeletontävlingarna 2014 i Sotji.